# Kitty Hart-Moxon
Kitty Hart-Moxon, geborene Felix (* 1. Dezember 1926 in Bielsko) ist eine polnische Holocaust-Überlebende, die mit 16 Jahren in das KZ Auschwitz-Birkenau deportiert wurde. Kurz nach ihrer Befreiung durch amerikanische Soldaten im April 1945 zog sie zusammen mit ihrer Mutter nach England. Dort heiratete sie und widmete ihr Leben der Aufklärung über die Vernichtung der Juden im Dritten Reich.

## Jugend
Leokadia Dobrzynska, Tochter eines Juristen und einer Lehrerin, wuchs mit ihrem fünf Jahre älteren Bruder in Bielsko auf. Sie wurde zeitweise von einem Kindermädchen betreut. Ihre Schulzeit verbrachte sie auf einer katholischen Schule, die von Nonnen geführt wurde. Kitty lernte von ihrer Mutter in der frühen Schulzeit rudimentär Englisch. Als gute Schwimmerin vertrat Kitty Polen 1939 in der Jugend-Schwimm-Meisterschaft und gewann die Bronzemedaille. Als sie zwölf Jahre alt war, beschloss ihr Vater, Bielsko wegen dessen Nähe zur deutschen und tschechischen Grenze zu verlassen. Kittys Familie zog am 24. August 1939, acht Tage vor Beginn des Zweiten Weltkrieges nach Lublin. Ihr Haus in Bielsko wurde anschließend nach dem deutschen Überfall auf Polen geplündert.

## Ghetto und Flucht
Nach der deutschen Besetzung Polens veränderte sich Lublin für die Familie von der zuerst vermeintlich sicher erscheinenden Zufluchtsstätte zu einem Ort, an dem der Aufenthalt für Juden gefährlich war. Ständig mussten sie fürchten, deutschen Soldaten übergeben oder sogar erschossen zu werden. Es fanden in regelmäßigen Abständen Razzien in Wohnhäusern statt, die von den Einsatzgruppen teilweise beschlagnahmt wurden. Schließlich musste die Familie, wie alle Juden, in das Lubliner Ghetto ziehen und dort unter katastrophalen hygienischen Bedingungen beengt leben. Um die unzureichende Versorgung mit Nahrungsmitteln aufzubessern, organisierte Kitty unter Todesgefahr durch einen Schacht der Kanalisation für ihre Familie Nahrungsmittel in Lublin im Tausch gegen Wertgegenstände, die der Familie verblieben waren.
Um dem Ghetto zu entkommen, beschloss Kittys Vater, mit der Familie in die Sowjetunion zu flüchten. Im Winter 1940/41 flüchtete die Familie als Bauern verkleidet mit Pferd und Wagen in Richtung Osten. Sie erreichten schließlich die Grenze am Fluss Bug, stellten dort jedoch fest, dass diese knapp 24 Stunden zuvor geschlossen worden war. Die Familie versuchte, den zugefrorenen Fluss zu überqueren, wurde jedoch gesichtet und beschossen.
Danach kehrte die Familie um und erreichte das Dorf Żabia Wola, etwa zwanzig Kilometer von Lublin entfernt. Dort wurde Kittys Mutter durch einen glücklichen Zufall angeboten, adligen Polen Englischunterricht zu erteilen. Das Leben in dieser kleinen jüdischen Gemeinschaft gestaltete sich fast normal, bis die Familie an die Nationalsozialisten verraten wurde. Nach dem einjährigen Aufenthalt kehrte die Familie schließlich nach Lublin zurück. Dort suchten sie einen Pfarrer auf, der sie einige Zeit versteckt hielt und ihnen gefälschte Ausweisdokumente besorgte. Die Familie war nun im Besitz von Reisepässen, Geburtsurkunden und Personalausweisen. Das Pfarrhaus befand sich genau gegenüber vom Gestapo-Hauptquartier. Als eine weitere Razzia drohte, beschloss die Familie sich aus strategischen Gründen nach Deutschland zu begeben. Zu diesem Zeitpunkt waren aus dem Deutschen Reich bereits der Großteil der Juden deportiert worden, so dass die Familie der Idee folgte, sich als Polen freiwillig zur Zwangsarbeit zu melden. Kitty nahm den Namen Leokadia Dobrzynska an und ihre Mutter gab sich als ihre Tante aus. Dem Vater erschien es sicherer, wenn sich die Familie aufteilt und Kitty war zusammen mit ihrer Mutter ab diesem Zeitpunkt an auf sich allein gestellt. Die Großmutter blieb in Zabia Wola zurück.
Mutter und Tochter reisten im März 1943 nach Bitterfeld. Dort arbeiteten sie unter Polen in einer Fabrik, bis sie auf Grund ihres lokalen Dialektes auffielen und vernommen wurden. Im Hauptquartier der Geheimen Staatspolizei in Bitterfeld fanden die Gestapobeamten nach drei Tagen schließlich heraus, dass Kitty und ihre Mutter gefälschte Papiere mit sich führten. Sie sollten wegen der illegalen Einreise ins Deutsche Reich sowie wegen des Besitzes gefälschter Ausweisdokumente hingerichtet werden. Am darauffolgenden Tag fand eine Scheinerschießung statt. Sie wurden mit elf anderen Häftlingen in einen Hof geführt und angewiesen, sich mit Gesicht zur Wand aufzustellen. Schüsse wurden abgegeben, jedoch traf keine einzige Kugel. Die Nationalsozialisten hatten diese Situation nur inszeniert, um die anderen Fabrikmitarbeiter einzuschüchtern. Jemand aus dem Erschießungskommando meinte: „Ihr wolltet das Deutsche Reich hintergehen und bildet euch ein, so leicht davonzukommen? Oh, nein. Erschießen wäre zu gut für solche, wie ihr es seid. Langsam werdet ihr umkommen, jede von euch!“

## KZ Auschwitz
Zurück in der Zelle, fielen ihnen Inschriften an der Zellenwand auf. Botschaften wie „Auf Wiedersehen in Auschwitz“ oder „Wir sind auf dem Weg zur Hölle“ wiesen auf das bevorstehende Grauen hin. Allmählich dämmerte es Kitty und ihrer Mutter, dass sie eine Überlebenschance hätten, wenn sie ihren jüdischen Ursprung und die Herkunft der Dokumente weiterhin verschwiegen. Sie wurden als politische Häftlinge in das KZ Auschwitz-Birkenau deportiert und kamen am 12. April 1943 dort an. Auschwitz war kaum 50 Kilometer von ihrer Heimatstadt Bielsko entfernt.
Kittys Mutter überlebte als eine der wenigen Älteren die erste Selektion. Kitty und ihre Mutter verrichteten in Auschwitz viele Arbeiten. Sie versuchten zusammen zu bleiben und die besten Arbeitsplätze zu ergattern. Kitty wurde zu einer Meisterin im „Organisieren“ und handelte mit dem Wenigen, das sie hatte oder nahm es von den Toten. Aufgrund der schlechten Bedingungen im Konzentrationslager erkrankte Kitty an Typhus. Sie entging einer Selektion durch den KZ-Arzt Josef Mengele im Krankenblock, da ihre Mutter ihre bewusstlose Tochter währenddessen in einem Strohsack versteckte.

### „Kanada-Kommando“
Ab April 1944 konnte Kitty im Effekten-Kommando arbeiten, dem sogenannten Kanada-Kommando. Ihre Aufgabe war dort, Kleider und Habseligkeiten jener Menschen zu sortieren, die nach ihrer Ankunft im Lager umgehend im Rahmen der sogenannten Endlösung vergast wurden. Das Kanada-Kommando lag etwas außerhalb des Lagers, da die Massentötungen der ankommenden Menschen offiziell geheim gehalten werden mussten. Während dieser Phase war sie räumlich von ihrer Mutter getrennt, welche im Krankenblock innerhalb des Lagers arbeitete. Gespräche über die Gaskammern oder Krematorien wurden mit dem Tode bestraft. Während dieser Arbeit konnte sich Kitty neue Kleidung besorgen und auch einige Luxusgüter, die zum Beispiel in die Wäsche eingenäht waren, hinausschmuggeln. Kitty war zu diesem Zeitpunkt ständig von dem Geruch von verbranntem Fleisch, Haar und Knochen umgeben, während sie die verzweifelten Schreie von den selektierten Frauen und Kindern im Gas hörte. Kitty und ihre Mutter zählten in der Lagerhierarchie nun schon zu den Häftlingen, die nicht willkürlich für Selektionen herausgezogen werden konnten. Dieser Status brachte Privilegien wie die Erlaubnis zum Duschen oder das Nachwachsenlassen der Haare mit sich.
Ab September 1944 trafen keine neuen Transporte mehr in Auschwitz ein. Kitty und ihre Mithäftlinge waren im Kanada-Kommando dennoch weit im Rückstand beim Sortieren der Gepäckstücke. Kitty hörte die Explosionen und Schusswechsel, die sich im Zuge des Aufstands des Sonderkommandos am 7. Oktober 1944 ereigneten. Nach dem gescheiterten Aufstand wurde alles für die Räumung des Lagers vorbereitet. Kitty machte sich Sorgen: Sie waren die einzig verbliebenen Zeugen und mussten nach der Beseitigung aller Spuren getötet werden, um nicht in der Lage sein zu können, der Nachwelt von der Grausamkeit des Lagers zu berichten.

## KZ Groß-Rosen
Kittys Mutter wurde als eine von hundert Insassen ausgewählt, die das Lager verlassen durften. Eines Tages wurde ihre Tochter beim üblichen Zählappell ausgerufen: „Häftling 39934 sofort zum Kapo!“ Kitty rechnete mit einer harten Strafe wegen Schmuggelns. Der Lagerführer hatte jedoch angeordnet, dass Kitty mit auf Transport geht. Die Begründung für diese Maßnahme konnte sie kaum glauben: Ihre Mutter hatte mutig den Kommandanten direkt angesprochen und darum gebeten, dass ihre Tochter, welche seit acht Monaten im Kanada-Kommando arbeitete, mit ihr gehen könne. Nach mehr als anderthalb Jahren war Kittys Mutter etwas wie eine geachtete, ältere Ortsansässige geworden. Ihr Mut und ihr gutes Deutsch mussten ihn beeindruckt haben, ebenso die niedrigen Häftlingsnummern der beiden Frauen.
Am 11. November 1944 wurden Mutter und Tochter in einer Gruppe von wenigen privilegierten Häftlingen in das KZ Groß-Rosen verlegt, das zu Rüstungszwecken genutzt wurde. Die Arbeit in der Fabrik gestaltete sich im Vergleich zu den Arbeiten im KZ Auschwitz besser und auch die hygienischen Verhältnisse und Schlafgelegenheiten waren weniger katastrophal. Groß Rosen war geräumt worden und sollte zur Verlegung der Auschwitz-Häftlinge wegen der Frontverschiebungen im Osten genutzt werden. Kitty und die anderen der hundert Auschwitz-Häftlinge mussten jeden Morgen und Abend einen zweistündigen Fußweg zur Telefunkenfabrik nach Reichenbach zurücklegen. Dort bekamen sie ab und zu etwas Essen von den deutschen Arbeiterinnen zugesteckt.

## Todesmarsch
Der Aufenthalt im KZ Groß Rosen dauerte fast vier Monate, als Anfang 1945 die Rote Armee näher rückte und auch das KZ Groß Rosen „evakuiert“ werden musste. Am 18. Februar 1945 begann der Todesmarsch einer Kolonne von 10.000 Häftlingen über das Eulengebirge, in der Häftlingskolonne befanden sich auch Kitty und ihre Mutter. Die Häftlinge waren gezwungen, das Gepäck und die Habseligkeiten ihrer Aufseher durch die Kälte zu schleppen. Entkräftete Mädchen wurden teils von SS-Männern erschlagen und viele erfroren unter dem Gipfel der Großen Eule. Als sie den Gipfel erreichten, trafen sie auf eine Gruppe Bauern mit Vieh und Wagen. Aufgrund ihres heruntergekommenen Aussehens wurden sie entsetzt angestarrt und die Häftlinge nutzten den Moment, um eine Kuh zu melken und Schmalz und Würste zu stehlen. Die Bauern flüchteten so schnell sie konnten.
Schließlich trafen die Häftlinge im Lager Trautenau ein. Die Kolonne, die ursprünglich aus 10.000 Menschen bestand, war auf ein knappes Viertel zusammengeschrumpft. Die halbverhungerte Kitty tauschte ihre in Auschwitz gezogenen Zähne, die ihr Vater vorausschauend mit Diamanten hatte füllen lassen, gegen zwei Laibe Brot ein. Davon zehrten sie und ihre Mutter, als es weiter mit dem Zug in die Nähe der niederländischen Grenze ging, denn auch Trautenau wurde evakuiert. Die Zugfahrt dauerte sechs Tage; aufgrund der ungenügenden Versorgung mit Nahrungsmitteln, der unhygienischen Verhältnisse und der Kälte starben viele der weiblichen Häftlinge.
Als sie die Station Porta Westfalica erreichten, kamen die Häftlinge in das KZ Außenlager Porta Westfalica-Hausberge des KZ Neuengamme, das von niederländischen, weiblichen Insassen geführt wurde. Als Kitty vorsichtig nach der Bedeutung der Schornsteine fragte, die sie aus der Entfernung gesehen hatte, äußerte sie die Befürchtung, dass es Gaskammern sein könnten. Die Lagerleiterinnen waren empört. Von sowas hatten sie noch nie gehört (vgl. Hart-Moxon, 2001, S. 189 ff.). Zu diesem Zeitpunkt hatten nur zweihundert Frauen die Todesmärsche überlebt, davon aber alle hundert Auschwitz-Häftlinge.
Kitty wurde zur Zwangsarbeit in einer unterirdischen Munitionsfabrik von Philips eingeteilt. Die Deutschen arbeiteten jeweils sechs Stunden, die KZ-Häftlinge dagegen in Schichten zu vierzehn Stunden. Als auch dieses Lager geräumt werden musste, konnten nicht alle Häftlinge im Zug untergebracht werden. In einem benachbarten Wald wurden tausende Häftlinge durch Maschinengewehre niedergeschossen.
Kitty wurde in das Außenlager Fallersleben verlegt und musste nun feststellen, dass nur noch vierzehn von den hundert weiblichen Auschwitzhäftlingen am Leben waren. In Fallersleben befanden sich die durch Bombenangriffe zerstörten Fabriken von Volkswagen. Im Gegensatz zu dem SS-Personal suchten die weiblichen Häftlinge keine Zuflucht im Luftschutzbunker. Die Auschwitz-Gruppe befürchtete, dass es eine der Täuschungen wäre, mit der die SS schon öfter Juden in die Gaskammern geführt hatte. So kam es, dass die Auschwitz-Mädchen während Luftangriffen vom Bunker befreit wurden und in dieser Zeit heimlich heiß duschen und Essen besorgen konnten. Obwohl die Möglichkeit zur Flucht bestand, beschlossen sie aus Sicherheitsgründen zusammenzubleiben.
Eines Tages wurde die Häftlingsgruppe ohne Vorwarnung abtransportiert, da die Alliierten näher rückten. Eingepfercht in Viehwaggons wurden sie zum KZ Bergen-Belsen transportiert. Zu diesem Zeitpunkt war dieses Lager jedoch schon überfüllt und Kitty und ihre Mithäftlinge wurden von den Diensthunden in weitere Waggons getrieben. Die bewaffneten Aufseher schlugen die Türen zu und vernagelten sie. Die Posten entfernten sich. Die Gefangen verblieben die ganze Nacht über im Waggon und viele erstickten. Kitty kratzte, wie viele andere, winzige Löcher in den Holzboden, um etwas Luft atmen zu können. Ihre Mutter und sie pressten abwechselnd ihre Nase an die Löcher. Nur durch Zufall wurden sie von drei Wachen entdeckt und befreit (vgl. Hart-Moxon, S. 202 ff). Aus den anderen Waggons hörte man keinen Laut und die Wachposten trauten sich nicht mehr nachzusehen. Da die Häftlinge den Wachen gegenüber in der Überzahl waren, weigerten sie sich, wieder in den Zug zu steigen. Absurderweise bettelten sie darum, in ein weiteres Lager zu kommen.
Sie erhielten die Nachricht, dass ein kleines Lager außerhalb von Salzwedel darauf vorbereitet sei, sie aufzunehmen und mussten dorthin auf einem Todesmarsch marschieren. In Salzwedel existierten damals mehrere Lager. Zwei waren französische Gefangenenlager sowie das KZ-Außenlager Salzwedel. Zu der Zeit war das gesamte Gebiet inzwischen von Armeen der Alliierten eingeschlossen: Das Ende der Todesmärsche kam in Sicht. Jetzt gab es keinen Ort mehr, zu dem die Häftlinge umgelagert werden konnten. Irgendwann wurde die Suppenausgabe eingestellt und sie ernährten sich nur noch von wenigen, rohen Rüben.

„Jenseits des elektrischen Zaunes befanden sich die SS-Verpflegungslager. Durch die Fenster konnten wir Reihe auf Reihe übereinander gestapelter, goldbrauner Brotlaibe sehen. Und von der SS-Küche duftete es peinigend nach Essen. Unsere eigene Verpflegung würde uns nicht mehr lange am Leben erhalten. Undenkbar, sterben zu müssen, während die Erlösung so nah war.“

## Befreiung
In der zweiten Aprilwoche wurden keine Arbeitskommandos mehr in die nahegelegene Zuckerfabrik geschickt. Die SS-Wachmannschaften schütteten eine letzte Portion verrotteter Zucker- und Futterrüben in die Lagermitte und verschwanden.
Ab Freitag, dem 13. April 1945, begann die Bombardierung der Konzentrationslager. Einige Mädchen wurden bei den Detonationen stark verletzt. Französische Häftlinge, die schon aus den Nachbarlagern befreit waren, warnten Kitty und ihre Freundinnen mittels kleiner Papierfetzen, die sie über die Zäune warfen. Sie waren der Auffassung, dass Kabel rund um das Lager verlegt worden seien und das gesamte Gebiet vermint war. Es hatte den Anschein, dass die Nationalsozialisten die verbliebenen Juden in die Luft sprengen wollten. Die Franzosen versprachen, ihr Möglichstes zu tun, um die Kabel und den elektrischen Zaun in der Nacht zu durchtrennen. In jener Nacht lagen alle wach, doch keiner traute sich nachzuprüfen, ob der Zaun noch unter Spannung stand.
Am nächsten Tag rollten amerikanische Panzer zur Befreiung in das Lager, in dem sich Kitty und ihre kleine „Familie“ befanden. Kitty nutzte den Tumult und holte sich große Essensrationen aus der SS-Baracke.
In den folgenden Tagen plünderten die Ex-Gefangenen alles, was es in der Stadt zu holen gab. Kitty und ihre Freundinnen verwüsteten Häuser der Deutschen, zündeten ihre Teppiche und Kleider an oder verschütteten literweise kostbare Milch auf dem Boden.

„Heute nahm ich mir die Zeit, mich umzuschauen und mir deutsche Wohnungen wirklich anzusehen. Ich probierte aus, wie es ist, in einem richtigen Bett zu liegen, mit Laken und Kopfkissen. Ich lief über Teppiche. In einem Haus streckte ich mich auf dem Bett aus. Da fühlte ich etwas Hartes unter der Matratze. Als ich es herauszog, hielt ich ein großes, gerahmtes Hitlerbild in den Händen. Die ältere Hausfrau war meinen Bewegungen gefolgt. Sie zitterte und stieß einen Schrei aus: „Nehmen Sie alles, nur bitte nicht das Bild meines geliebten Führers! Bitte!“ Ich war wütend. „Das wagen Sie mir zu sagen?“ Zwei meiner Freundinnen kamen ins Zimmer und hielten sie fest, während ich den vergoldeten Rahmen zerbrach, das Bild herausriss und anzündete. Wir zerschlugen alles, was in unsere Hände fiel und zogen weiter durch die Stadt.“

Die Amerikaner luden die Ex-Häftlinge zur feierlichen Niederbrennung der Lager ein. Die Amerikaner griffen viele SS-Leute in Zivil auf. Nach drei Tagen Beutezug wurden Gesetze eingeführt und Kitty und ihre Mutter fanden als Dolmetscherinnen Arbeit bei ihren Befreiern.
Anschließend zogen sie mit weiter, um dabei zu helfen, Familien wieder zusammenzuführen. Kitty und ihre Mutter versuchten, ihre eigenen Familienmitglieder ausfindig zu machen. Dabei stellte sich heraus, dass sie beide die einzigen Überlebenden der einstigen Großfamilie waren. Kittys Vater wurde auf der Flucht von der Gestapo entdeckt und mit einem Kopfschuss hingerichtet. Ihr Bruder Robert war von der Kugel eines Scharfschützen im Kampf getötet worden. Ihre Großmutter wurde im Vernichtungslager Belzec ermordet.
Nach Kriegsende emigrierten Kitty und ihre Mutter 1946 nach Großbritannien. Kitty erfuhr keinerlei Unterstützung von der dort ansässigen jüdischen Gemeinschaft. Im Gegenteil, über den Holocaust zu sprechen empfand man als beschämend, und wenn jemand Kitty auf ihre eintätowierte Häftlingsnummer ansprach, war sie fassungslos, dass niemand von den KZ-Gräueln wusste. Zeitweise wurde sie richtig wütend und trug diese Nummer offen zur Schau, um zu provozieren und die Mitmenschen mit der Wahrheit zu konfrontieren. Sie verstand nicht, warum andere KZ-Überlebende die Tätowierung mit einem Tuch oder Schmuckstück zu verdecken versuchten.
Als Kitty in England eine Ausbildung zur Krankenschwester absolvierte, traf sie eine Entscheidung:

„Als ich im Kinderkrankenhaus arbeitete, entschloss ich mich, meine Auschwitznummer am Arm herausschneiden zu lassen. Letzten Endes fühlte ich mich in Folge der vielen unfreundlichen Bemerkungen von Leuten, die offensichtlich keine Ahnung von der Bedeutung dieser Nummer hatten, dazu gezwungen. So etwas hat meine Mutter nie in Erwägung gezogen. Erst nach ihrem Tode 1974 wurde mir erlaubt, auch ihre Nummer herausschneiden zu lassen. (…) Eine schauerliche Reliquie, aber solche Erinnerungsstücke müssen für die Zukunft erhalten bleiben.“

Das Schweigen der Gesellschaft inspirierte sie dazu, sich der Aufklärung über den Holocaust anzunehmen. In erster Linie tat sie das, indem sie ihre Lebensgeschichte der Öffentlichkeit zugänglich machte. Sie schrieb einen Bericht über ihre Zeit in Auschwitz („I am Alive“, 1961) und drehte 1978 gemeinsam mit dem Dokumentarfilmer Peter Morley die Fernsehdokumentation Kitty: Return to Auschwitz.

## Nach dem Krieg
Kitty konnte sich nach der Befreiung schwer in das gesellschaftliche Leben eingliedern, da sie nie gesellschaftliche Regeln und Umgangsformen kennengelernt hatte. Zwischen ihr und ihren Kollegen im Krankenhaus lagen Welten, die wohlbehütet aufgewachsenen Schwesternanwärterinnen und Kitty fanden keine gemeinsame Grundlage, auf der sich eine Freundschaft hätte entwickeln können. Kitty hielt sich auch im Schwesternheim an keine Regeln. Ihrem Motto seit Kindheitstagen „Gehorche nie!“ folgte sie noch immer. Sie hielt sich bis nach Ausgangssperre draußen auf, wo sie ihren späteren Ehemann, Ralph Hart traf. Er selbst war nicht KZ-Häftling gewesen, doch seine Familie war darin umgekommen. Sie heiratete trotz Verbots während ihrer Ausbildungszeit und wurde zunehmend unbeliebter bei ihren Vorgesetzten, mit Ausnahme von Dr. Brailsford. 1949 konnten Kitty und ihr Mann sich eine nur dreitägige, spartanische Hochzeitsreise leisten.

„Da die Prüfungen bevorstanden, verbrachten wir die meiste Zeit damit, dass mich Ralph, sozusagen vor Toresschluss, abfragte und mir den Rücken stärkte. Jedem im Krankenhaus war unterdessen klar, dass ich zu unzuverlässig sei, um jemals irgendeine Leistung zu erbringen. Im April war ich von meinem Studienjahr die Einzige, die sich weiterqualifizieren konnte.“

Mithilfe des Radiologen Dr. Brailsford schaffte es Kitty ans Birmingham Royal Orthopedic Hospital zu gelangen. Er war einer der wenigen Personen, die sich für Kittys Geschichte interessierten und an ihrem Schicksal Anteil nahmen. Er steckte ihr ab und zu Geld zu und ebnete ihr den Weg zum Studium. Kitty hatte die Schule nicht abgeschlossen, doch wurde sie aufgrund einer Ausnahmeregelung, zuvor eine Krankenschwestern-Ausbildung durchlaufen zu haben, zugelassen. Sie hatte diesen Entschluss gefasst, weil sie sich für den Beruf der Krankenschwester nicht geeignet fühlte. Sie konnte kein wirkliches Mitleid mit den Patienten aufbringen und fühlte sich fehl am Platze.
Nach dem Besuch der Hochschule fand sie eine Anstellung in einer privaten Firma für Radiologie. Sie hatte das starke Bedürfnis, eine jüdische Familie zu gründen. 1953 wurde ihr erster Sohn, David, und im darauffolgenden Jahr ihr zweiter Sohn, Peter, geboren. Als ihre Kinder die Schule besuchten, holte Kitty parallel zum Unterricht das Wissen nach, das sie auf Grund ihrer Gefangenschaft verpasst hatte.
Hart-Moxon wurde 2003 der Order of the British Empire verliehen für ihre Aufklärungsarbeit über den Holocaust.